# 义军府
义军府（韩语：／）是一个奉行君主主义的朝鲜独立运动团体和军政府，1923年—1924年存在于中国南满。

## 历史
1922年2月，大韩统军府成立，由具有复辟主义倾向的蔡相悳、李雄海、全德元等人主导。同年8月23日，随着大韩统军府扩大改组为大韩统义府，金东三、吴东振、玄正卿等具有共和主义倾向的人物逐渐形成新的领导层。另一方面，作为义勇军实际领导人的中队长白狂云（蔡灿）、崔硕淳、崔智丰、金鸣凤等人出身于义兵，大多坚持复辟立场。
在这种情况下，全德元与梁起铎之间的意见分歧逐渐浮出水面。全德元曾是崔益铉手下的招募将，后来成为大韩独立团的干部；梁起铎则是爱国启蒙运动的主导人物，1920年底来到满洲后，开展南满地区独立军团体的统一运动。两人的个性差异以及大韩统义府成立后显现的复辟主义势力相对弱化的趋势，导致了内部冲突。1922年10月14日，全德元派系的20余名义勇军士兵袭击了在宽甸县的梁起铎一行，在现场杀死大韩统义府宣传部长金昌义，并拘禁梁起铎、玄正卿、金宽成、黄东湖、高辖信等干部。此后，大韩统义府内部的复辟主义阵营与共和主义阵营的对立进一步加剧，到12月下旬爆发了交战。1923年1月，在兴京县红庙子发生了大规模的流血事件；第5中队长金鸣凤和副队长赵泰贤因被怀疑不信任大韩统义府而被杀，第5中队的武器也被其他中队强行没收。
1923年2月，全德元、蔡相悳、金平植、吴锡永、朴大浩等复辟主义阵营人物退出大韩统义府，在奉天省桓仁县大荒沟另行建立义军府，蔡相悳任总长，全德元任军务总监，使用“隆熙”年号。到此时为止，义勇军的5个中队虽然暂时保持中立，但在义军府成立时也随之分裂。
义军府注重武装活动，并考虑到机动性，因此与大韩统义府相比，其组织较为简化。义军府的许多成员出身义兵，他们凭借丰富的实战经验，通过“国内进攻战”积极展开活动，对日本侵略机构进行攻击，一度威胁到大韩统义府的管辖区域。他们攻击了平安北道义州郡青城津，突袭并摧毁警察驻所、海关出张所和邮局，与日本警察展开激烈的战斗。
然而，由于中国大陆上共和主义的崛起，以及俄国革命带来的社会主义气氛扩散，朝鲜独立运动中的复辟主义阵营日益萎缩。义军府逐渐被大韩统义府压制，其残余势力最终在1924年并入参议府。